# غويليرمي سانتوس
غويليرمي سانتوس (بالبرتغالية: Guilherme Santos‏) هو لاعب كرة قدم برازيلي، ولد في 13 مايو 2001.

## وصلات خارجية
- غويليرمي سانتوس على موقع قاعدة بيانات كرة القدم.إي يو (الإنجليزية)
- غويليرمي سانتوس على موقع Soccerway.com (الإنجليزية)